# Tiberio Crispo
Tiberio Crispo, auch Crispi (* 31. Januar 1498 in Rom; † 10. Oktober 1566 in Sutri) war ein Kardinal der Römischen Kirche.

## Leben
Er war der Sohn des Vincenzo Crispi und der Silvia Ruffini, einer Konkubine des Kardinals Alessandro Farnese des Älteren, der später als Paul III. Papst wurde. Seine Halbschwester Costanza Farnese ging aus der Beziehung seiner Mutter mit dem Kardinal hervor. Er studierte die schönen Künste. Von 1542 bis 1545 war er Präfekt der Engelsburg und überwachte die meisten Arbeiten von Pierino del Vaga und dessen Assistenten in der Burg.
Am 6. Juli 1543 wurde er zum Bischof von Sessa Aurunca ernannt und hatte diesen Bischofssitz bis zum 7. Juni 1546 inne.
Papst Paul III. ernannte ihn im Konsistorium vom 19. Dezember 1544 zum Kardinaldiakon und verlieh ihm am 9. Januar des folgenden Jahres den Kardinalshut und die Titeldiakonie Sant’Agata alla Suburra. Er war Teilnehmer am Konklave 1549–1550, bei dem Julius III. zum Papst gewählt wurde. Am 20. November 1551 wurde er zum Kardinalpriester erhoben, seine Diakonie wurde pro hac vice zur Titelkirche. Tiberio Crispo nahm sowohl am ersten als auch am zweiten Konklave des Jahres 1555 teil, bei dem Marcellus II. bzw. Paul IV. zum Papst gewählt wurde. Vom 27. Januar 1559 bis zum 15. Januar 1561 war er Camerlengo des Kardinalskollegiums. Wiederum war er unter den Kardinälen, die zum Konklave 1559 zusammentraten, aus welchem Pius IV. als Papst hervorging. Am 18. Mai 1562 wechselte er zur Titelkirche Santa Maria in Trastevere. Vom 19. Januar 1565 bis zu seinem Tode war er Administrator der Bistümer Nepi und Sutri. Schließlich wurde er am 7. November 1565 Kardinalbischof des suburbikarischen Bistums Sabina. Als solcher nahm er am Konklave 1565–1566 teil, das Papst Pius V. wählte.
Tiberio Crispo starb Anfang Oktober 1566 an einem Fieber und wurde zunächst in der Kathedrale von Sutri bestattet, später wurde sein Leichnam nach Capranica überführt und in der dortigen Hauptkirche beigesetzt.